# Municípios de Nova Hampshire
Esta lista compreende a todos os 24 localizaçãos no estado estadounidense da Nova Hampshire com os dados do Censo de 2010 ordenados em ordem alfabética:

## Municípios

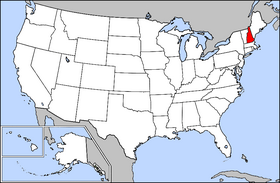
Mapa dos E.U.A. & Nova Hampshire

| Município                            | Condado | Censo de 2010 |
| ------------------------------------ | ------- | ------------- |
| Atkinson and Gilmanton Academy Grant | Coös    | 0             |
| Beans' Grant                         | Coös    | 0             |
| Bean's Purchase                      | Coös    | 0             |
| Cambridge                            | Coös    | 8             |
| Chandler's Purchase                  | Coös    | 0             |
| Crawford's Purchase                  | Coös    | 0             |
| Cutt's Grant                         | Coös    | 0             |
| Dix's Grant                          | Coös    | 1             |
| Dixville                             | Coös    | 12            |
| Erving's Location                    | Coös    | 0             |
| Green's Grant                        | Coös    | 1             |
| Hadley's Purchase                    | Coös    | 0             |
| Hale's Location                      | Carroll | 120           |
| Kilkenny                             | Coös    | 0             |
| Low and Burbank's Grant              | Coös    | 0             |
| Martin's Location                    | Coös    | 0             |
| Millsfield                           | Coös    | 23            |
| Odell                                | Coös    | 4             |
| Pinkham's Grant                      | Coös    | 9             |
| Sargent's Purchase                   | Coös    | 3             |
| Second College Grant                 | Coös    | 0             |
| Success                              | Coös    | 0             |
| Thompson and Meserve's Purchase      | Coös    | 0             |
| Wentworth's Location                 | Coös    | 33            |